# Museo dell'immigrazione dello Stato di San Paolo

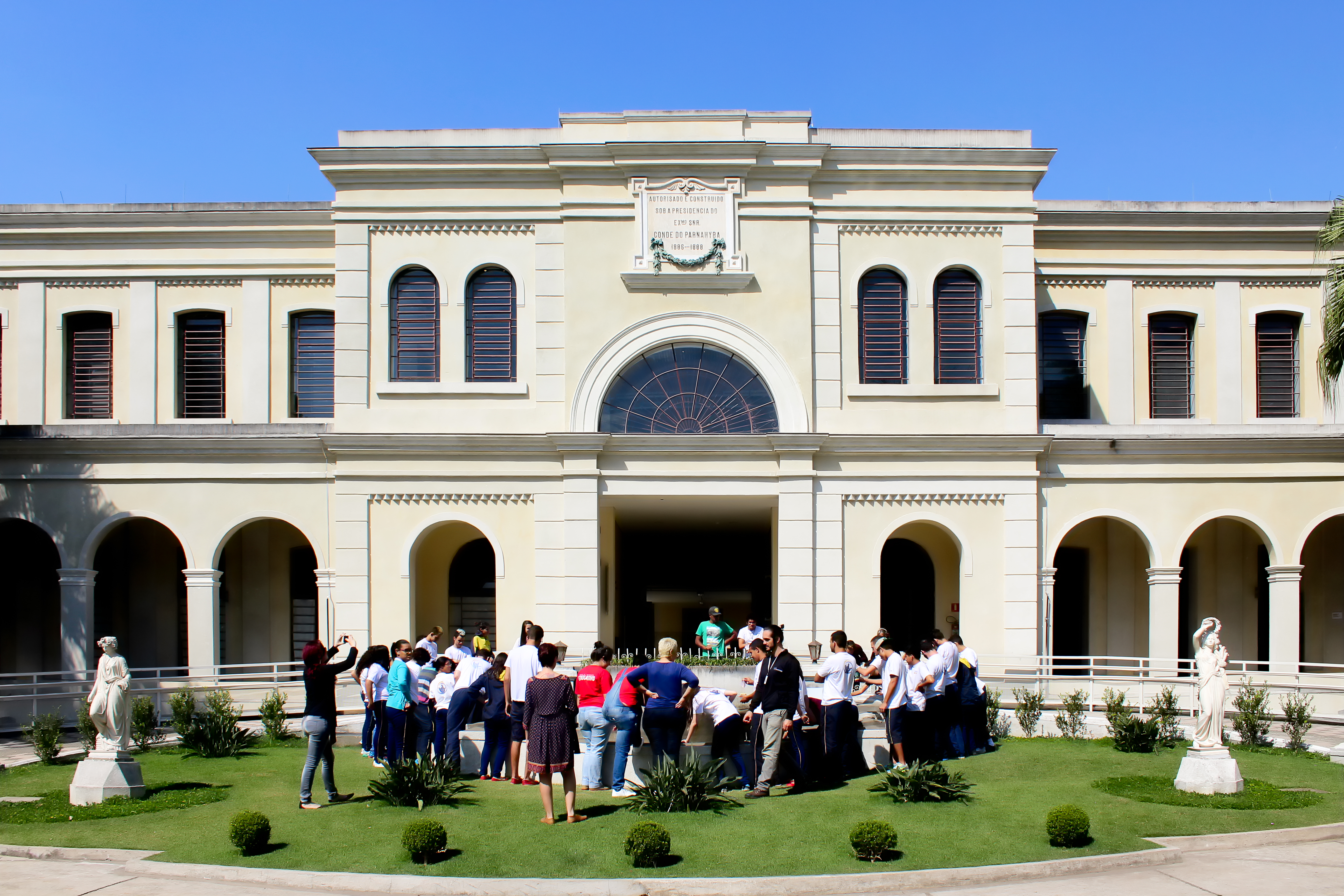
Museo dell'Immigrazione dello Stato di San Paolo

Il Museo dell'Immigrazione dello Stato di San Paolo (in portoghese Museu da Imigração do Estado de São Paulo) è un museo situato nella città di San Paolo, Brasile. Il museo custodisce la storia e il patrimonio degli immigrati nello Stato di San Paolo.
Situato nella Mooca, un quartiere la cui storia è strettamente associata all'arrivo di lavoratori italiani e delle loro famiglie nel XIX secolo, la sede del museo era un albergo costruito fra il 1886 ed il 1888, dove gli immigrati potevano essere ospitati per un periodo massimo di otto giorni prima di dirigersi alla loro destinazione finale in Brasile.